# Chamberlain (traktor)
Chamberlain bila je ime za australsku tvrtku koja je proizvodila traktore i razne druge priključne uređaje za poljoprivredu. Sjedište tvrtke bila je u Welshpoolu. Od 1970. godine je tvrtka John Deere i neko vrijeme se koristila a tim imenom.

## Povijest
Osnovana je tvrtka 1947. godine od A. W. Chamberlaina i njegova dva sina.

## Proizvodi
- Traktori:
  - 60 DA
  - 40 K
  - Countryman